# Johann Adam von Ickstatt

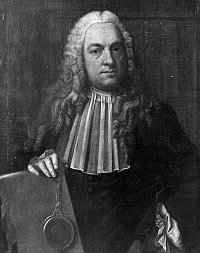
Johann Adam von Ickstatt

Johann Adam Ickstatt, ab 1745 Freiherr von Ickstatt, (* 6. Januar 1702 in Vockenhausen, heute Stadt Eppstein; † 17. August 1776 in Waldsassen) war Professor und Direktor der Universität Ingolstadt. Er war ein Vertreter der Aufklärung und gilt als Gründer des bayerischen Realschulwesens.

## Leben
Der Sohn des Hammerschmieds und Eisenhändlers Georg und dessen Frau Maria Magdalena besuchte das Gymnasium in Oberursel und Mainz und verbrachte seine Jugend in Paris, London und in den Niederlanden. Seinen Lebensunterhalt bestritt er durch Privatunterricht. 1725 bis 1727 studierte er Mathematik und Philosophie bei Christian Wolff in Marburg. An der Universität Mainz wurde er 1730 promoviert.
Anschließend lehrte er als Professor der Rechte an der Universität Würzburg deutsches Staatsrecht, Natur- und Völkerrecht. Ickstatt erwarb sich in dieser Zeit einen Ruf als führender Staatsrechtslehrer des katholischen Deutschlands. 1741 wechselte er nach München und übernahm die Erziehung des Prinzen Maximilian Joseph sowie die Beratung des Kurfürsten Karl Albrecht und späteren Kaisers Karl VII. Ickstatt untermauerte juristisch dessen Anspruch auf die Kaiserkrone.
Nach Karls Kaiserkrönung in Frankfurt 1742 avancierte er zum Reichshofrat; eine Stellung, die er nach Karls Tod 1745 wieder verlor. Kurfürst Max III. Joseph, sein ehemaliger Schüler, erhob ihn 1745 in den Reichsfreiherrnstand. Ab 1746 war er Direktor der Universität Ingolstadt und zugleich ranghöchster Ordinarius der Juristischen Fakultät. Außerdem wirkte er als Berater des Kurfürsten in München.
In Ingolstadt drängte er die bis dahin vorherrschenden Jesuiten zurück, in deren Händen schließlich nur das kanonische Recht blieb. Unter anderem setzte er die Benutzung nichtkatholischer Literatur durch. In den langwierigen Auseinandersetzungen, insbesondere mit dem Ingolstädter Oberpfarrer Eckher, berief sich Ickstatt darauf, Aberglauben und Unwissenheit zu bekämpfen und versicherte sich der Rückendeckung nicht nur des Kurfürsten, sondern auch verschiedener Bischöfe und des Papstes.
Am 29. Oktober 1765 bestellte ihn der Kurfürst zu seinem Berater in staatsmännischen Geschäften, ließ ihm jedoch die Leitung der Universität, die er alljährlich visitierte. Als 1773 der Jesuitenorden aufgehoben wurde, richtete er eine neuartige Realschule nach Berliner Vorbild in Ingolstadt ein. Das Schulwesen sollte an den Bedürfnissen der Gesellschaft orientiert werden.
Mitten in seiner Arbeit wurde Ickstatt, der seit 1759 ordentliches Mitglied der Bayerischen Akademie der Wissenschaften war, auf einer Dienstreise am 17. August 1776 um drei Uhr während des Durchsehens der Akten vom Schlag getroffen und zwei Tage später in der Krypta der Stiftsbasilika Waldsassen beigesetzt.

## Familie
Er war mit Maria Magdalena Theresia Koch, geborene von Weinbach, verheiratet. Sie war zuvor mit Maximilian Theophilus Koch verheiratet. Aus der Ehe gingen keine Kinder hervor. Er adoptierte den zum Waisen gewordenen Adam Weishaupt und führte ihn in die Philosophie ein.

## Ehrungen
Nach ihm wurde 1968 die zehn Jahre zuvor gegründete Realschule in Ingolstadt, Von-der-Tann-Straße 1, benannt. Seit 1879 gibt es in der Münchner Isarvorstadt eine Ickstattstraße.